# 张常银
張常銀，男，中华人民共和国政治、军事人物，少将军衔。

 

## 生平
歷任中部战区陆军政治工作部主任、中央军委政治工作部宣传局局长、总政宣传部教育局局长、原总政宣传部副部长等职务 